# Kompania Morska
Kompania Morska (ros. Морская рота) – jeden z pierwszych oddziałów wojskowych Armii Ochotniczej podczas wojny domowej w Rosji.
Kompania została sformowana z rozkazu gen. Michaiła W. Aleksiejewa na początku grudnia 1917 r. w Nowoczerkasku spośród oficerów i marynarzy carskiej floty wojennej oraz kadetów korpusu morskiego, gardermarinów i miejscowej młodzieży. Liczyła ok. 50 ludzi, w tym połowę oficerów. Na ich czele stanął kpt. 2 rangi Władimir N. Potiomkin. Pod koniec grudnia oddział przeniesiono do Rostowa nad Donem, gdzie uzupełniony ochotnikami osiągnął liczebność ok. 65–70 żołnierzy. W tym czasie wszedł w skład oddziału partyzanckiego płk. Aleksandra P. Kutiepowa, biorąc udział na pocz. stycznia 1918 r. w ciężkich walkach z wojskami bolszewickimi pod Taganrogiem. Na pocz. lutego kompania walczyła w rejonie Batajska. Ranny został kpt. 2 rangi W.N. Potiomkin. Po rozpoczęciu przez Armię Ochotniczą 1 Kubańskiego (Lodowego) Marszu podczas reorganizacji w stanicy Oglinskaja 11–13 lutego 80-osobowy oddział wszedł w skład Mieszanego Pułku Oficerskiego.